# Robert Maynard Hutchins
Robert Maynard Hutchins (* 17. Januar 1899 in Brooklyn, New York; † 17. Mai 1977 in Santa Barbara, Kalifornien) war ein US-amerikanischer Bildungstheoretiker.

## Leben
Hutchins war von 1927 bis 1929 Dekan der Yale Law School und von 1929 bis 1945 Präsident sowie von 1945 bis 1951 Kanzler der University of Chicago. 
Er leitete die 1942 von dem Gründer, Verleger und Chefredakteur der Zeitschriften TIME, Fortune und Life Henry Luce gegründete Hutchins-Kommission. Luce initiierte sie, als man glaubte, dass die Meinungs- und Pressefreiheit des Ersten Zusatzartikels zur Verfassung der Vereinigten Staaten durch den Aufstieg totalitärer Regime in der ganzen Welt zunehmend bedroht würden. Die Hutchins-Kommission stellte mit ihrem 1947 veröffentlichten Abschlussbericht A Free and Responsible Press (dt.: Eine freie und verantwortungsvolle Presse) erstmalig eine Verbindung zwischen Pressefreiheit und „sozialer Verantwortung“ her. Sie formulierte die Verpflichtung, vertrauenswürdige und relevante Nachrichten und Informationen zur Verfügung zu stellen und verschiedenen Stimmen zu ermöglichen, in der Öffentlichkeit gehört zu werden.
Hutchins gilt als eines der einflussreichsten Mitglieder der Schule der säkularen Philosophia perennis. Damit war er ein Gegner der Progressive Education im Sinn von John Dewey an seiner Universität. Die Verleihung der Goetheplakette 1949 stellte in Deutschland eine Absage an eine innere Demokratisierung der Schule, wie von der Reeducation gefordert, dar.
Nach seinem Ausscheiden aus dem akademischen Bereich war er Vorsitzender der Ford Foundation. 1959 gründete er das Center for the Study of Democratic Institutions.
Er war zwischen 1921 und 1948 mit der Romanschriftstellerin Maude Hutchins verheiratet und bekam mit ihr drei Töchter.

## Reformen
Während seiner Amtszeit als Präsident und Kanzler der Universität setzte sich Hutchins für die Erforschung und Umsetzung hochschuldidaktischer Reformen ein. Ihm ging es u. a. darum, die Ausbildung von Studenten stärker mit der Vermittlung wissenschaftlicher Entwicklungen der Vergangenheit und Gegenwart zu verbinden. 1929 begann er mit der Berufung des Thomisten Mortimer Adler auf einen Philosophie-Lehrstuhl inmitten der dominanten Pragmatisten. Der Abteilungsleiter James Hayden Tufts trat zurück; die progressive Tradition und die Experimentalpädagogik von John Dewey sollten aufhören, die Stellung der klassischen Bildung und des kulturellen Erbes (liberals arts) gestärkt werden (paedagogia perennis). Intellektuelle Disziplin sei etwas anderes als die Persönlichkeitsbildung Deweys. Hutchins war der eigentliche Gegenspieler Deweys in der Debatte über die Zukunft der amerikanischen Bildung, ohne dass der zugrundeliegende philosophische Wahrheitsbegriff Hutchins' geklärt wurde. Die Universität Chicago wurde durch Konzentration auf rein akademische Aufgaben (elitäre Ausbildung) zu einem Zentrum für die Erforschung neuer hochschuldidaktischer Konzepte. Die Aussicht, im Studium mit führenden amerikanischen Wissenschaftlern zu lernen, verhalf der Universität Chicago zu einem hervorragenden Ruf.
In dem von Hutchins gegründeten Hutchins-College sollten angehende Studenten in Jahreskursen in Geistes-, Natur- und Gesellschaftswissenschaften ausgebildet werden. Dabei wurden klassische Inhalte der amerikanischen Colleges mit modernen verknüpft. Im Abschlussjahr wurden die Studenten dazu angeleitet, das Gelernte für sich auszuwerten und mit einem Master of Arts abzuschließen. 1941 half er mit das Committee on Social Thought zu gründen.

## Schriften
- The Higher Learning in America (1936, deutsch 1948)

## Ehrungen
- 1949: Goetheplakette der Stadt Frankfurt am Main
- 1953: Großes Verdienstkreuz der Bundesrepublik Deutschland